# Ivo Andrić

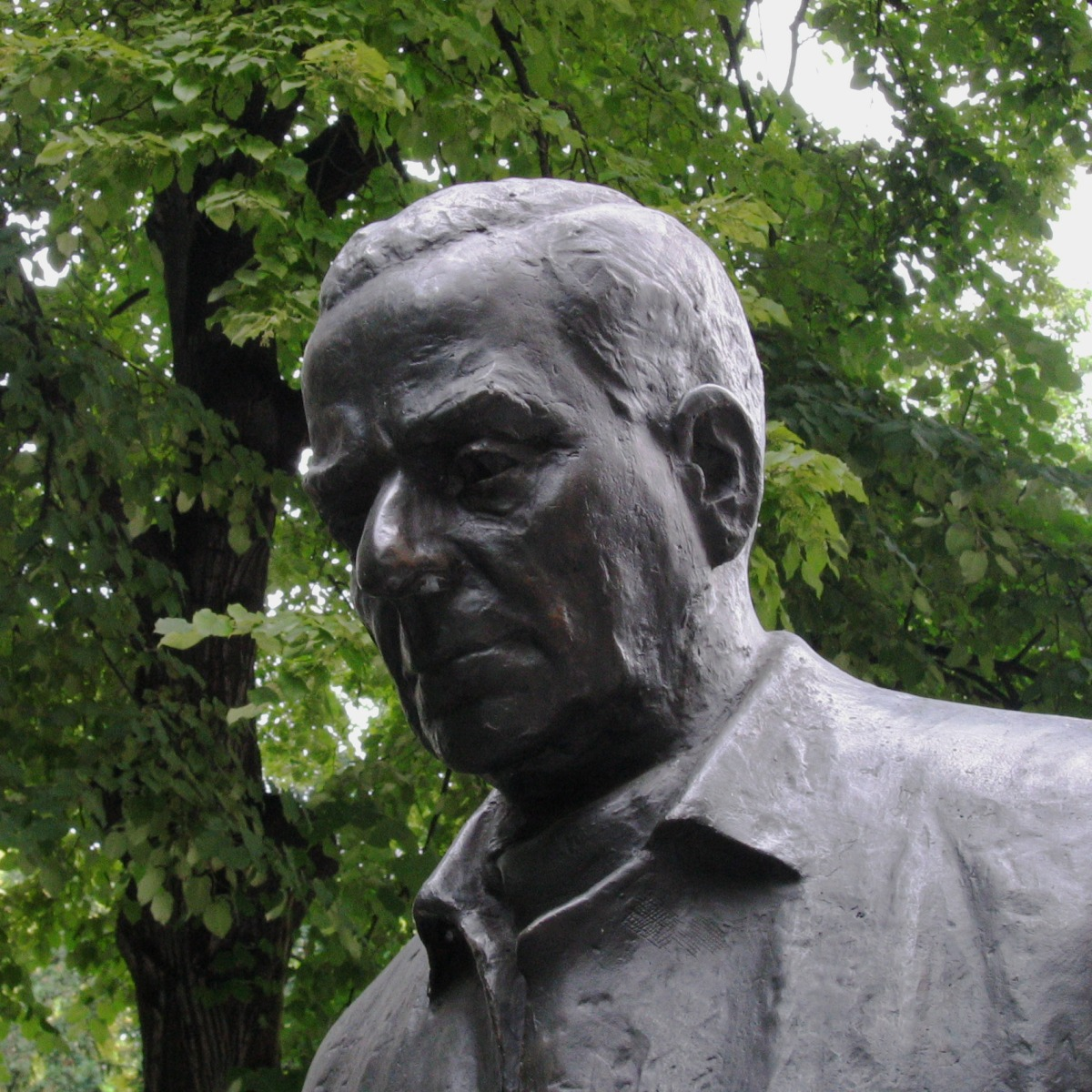
Socha Iva Andriće v Bělehradě

Ivo Andrić (cyrilicí Иво Андрић narozen jako Ivan Andrić, 9. října 1892 Dolac u Travniku, Bosna a Hercegovina – 13. března 1975 Bělehrad, SFRJ) byl jugoslávský prozaik, básník, esejista a diplomat. V roce 1961 získal Nobelovu cenu za literaturu.

## Biografie
Ivan Andrić se narodil 10. října 1892 v obci Dolac u Travniku, kde byla jeho matka Katarina (rozená Pejić) na návštěvě u příbuzných. Andrićovi rodiče byli oba katoličtí Chorvati a on byl jejich jediné dítě. Jeho otec, Antun, byl umělecký klempíř, který se uchýlil k práci školníka v Sarajevu.
Dětství a rané mládí Andrić prožil v bosenských městech Travniku, Višegradu a Sarajevu, kde také v roce 1912 odmaturoval. V Sarajevu i napsal své první básně. Aktivně se zapojil do činnosti nacionalistického protirakouského hnutí Mladá Bosna. Mezi lety 1912 a 1914 navštěvoval univerzity v Záhřebu, Vídni a Krakově. Do literatury vstoupil roku 1914, kdy mu bylo vydáno několik básní časopisecky a ve sborníku Hrvatska mlada lirika (Chorvatská mladá lyrika). Během svého pobytu v Záhřebu se setkal i s A. G. Matošem.
Ve válečných letech 1914–18 byl několikrát vězněn rakouskými úřady, přičemž jeho vina spočívala v aktivní podpoře jihoslovanského nacionalismu. Krátce po osvobození v roce 1918 vydal svou prvotinu, sbírku básní Ex ponto. Po ní následovali Nemiri (Neklid, 1920). V tomto roce začal také svou úspěšnou diplomatickou kariéru jako velvyslanec ve Vatikánu; až do roku 1941 pracoval v jugoslávských diplomatických službách. V roce 1923 se stal vicekonzulem v rakouském Štýrském Hradci, kde mu bylo umožněno dokončit svá vysokoškolská studia. Diplomovou práci předložil na téma Die Entwicklung des geistigen Lebens in Bosnien unter der Einwirkung der türkischen Herrschaft (Rozvoj duchovního života v Bosně a Hercegovině pod tureckou nadvládou). V roce 1926 byl přijat do Srbské akademie věd a umění (SANU). Publikoval několik kratších prozaických děl: povídky Mara milosnica (Mara milostnice, 1926), Čudo u Olovu (Zázrak v Olovu, 1926), Most na Žepi (Most přes Žepu, 1928), Olujaci (Vichřice, 1928), Anikina vremena (Za časů Aniky, 1930), Smrt u Sinanovoj tekiji (Smrt v Sinanově tekiji, 1932) a další.
Mezitím byl v roce 1928 jmenován vicekonzulem ve španělském Madridu. O čtyři roky později se vrátil do Bělehradu, kde obsadil místo poradce na Ministerstvu zahraničních věcí Království Jugoslávie. V roce 1939 se stal konzulem v Berlíně, kde setrval až do roku 1941. V době německé invaze do Jugoslávie odmítl nabídku emigrovat do Švýcarska a vrátil se do okupovaného Bělehradu. Tam setrval v dobrovolné izolaci až do konce války. Většinu volného času věnoval psaní dnes už světoznámých děl Travnička hronika (Travnická kronika, 1941/42) a Na Drini ćuprija (Most na Drině, 1944), která vyšla až po uzavření míru roku 1945. V roce 1945 mu vyšel i útlý román Gospođica (Slečna).

### V poválečné Jugoslávii
Krátce po válce se stal předsedou Svazu spisovatelů Jugoslávie. Zastával čestné politické funkce v Bosně a Hercegovině i v jugoslávském ústředí v Bělehradě. Vydal celou řadu povídek a novel: Priča o vezirovom slonu (Vyprávění o vezírově slonovi, 1947), Prokleta avlija (Prokletý dvůr, 1954) a další. V roce 1961 získal za celoživotní dílo Nobelovu cenu za literaturu. Finanční odměnu spojenou s tímto oceněním věnoval Knižnímu fondu Bosny a Hercegoviny a na dobročinné účely. Jeho díla se začala okamžitě překládat do všech světových jazyků.
Do své smrti v roce 1975 vystupoval jako čestný občan Jugoslávie, který reprezentoval svou zemi v zahraničí. Posmrtně mu vyšla sbírka úvah Znakovi pored puta (Znamení u cesty, 1976) a nedokončený román Omerpaša Latas (Omerpaša Latas) (1976).
V roce 1991 se jeho portrét objevil na jugoslávské bankovce v hodnotě 5 000 dinárů. Po zavedení bosenskohercegovské marky roku 1998 měl být vyobrazen na jednomarkové bankovce Republiky Srbské, kvůli chybě v přepisu jména ale bankovka nebyla nikdy dána do oběhu. Až roce 2002 se objevil na dvousetmarkové bankovce.